# Laphria nitidula
Laphria nitidula är en tvåvingeart som först beskrevs av Fabricius 1794.  Laphria nitidula ingår i släktet Laphria och familjen rovflugor.
Artens utbredningsområde är Italien. Inga underarter finns listade i Catalogue of Life.